# Delisleova ljestvica
Delisleova ljestvica (°De) je temperaturna ljestvica koju je 1732. izumio francuski astronom Joseph-Nicolas Delisle (1688. – 1768.).
Slična je Réaumurovoj ljestvici. Delisle je bio autor rada Mémoires pour servir à l'histoire et aux progrès de l'Astronomie, de la Géographie et de la Physique (1738).
U Rusiju ga je pozvao Petar Veliki. Godine 1732., napravio je termometar čija je radna tekućina bila živa. Delisle je za nultu točku svoje skale izabrao temperaturu vrenja vode, a skupljanje žive (na nižim temperaturama) je mjerio u stotisućitim dijelovima. Celzijusova ljestvica je također u početku išla od nule (na temperaturi vrelišta vode) dolje prema 100 na temperaturi ledišta, a ovo je izokrenuto tek nakon njegove smrti, dijelom zbog nastojanja Daniela Ekströma, proizvođača većine termometara koje je Celzijus koristio.
Delisleov termometar je u početku imao 2400 gradacija. Godine 1738. Josias Weitbrecht (1702. – 1947.) je rekalibrirao Delisleov termometar tako da je imao nula stupnjeva na točki vrelišta vode i 150 na točki ledišta. Delisleov je termometar ostao u uporabi u Rusiji preko 100 godina.
Pretovorba celzijevih stupnjeva u delisleove:
[°De] = (100 - [° C]) × 3 / 2

## Vanjske poveznice
- Photo of an antique thermometer backing board c. 1758—marked in four scales; the second is Delisle (spelled "de Lisle").